# Петар Метличић
Петар Метличић (25. децембар 1976. у Сплиту) је бивши хрватски рукометаш и капитен Рукометне репрезентације Хрватске са којом је освојио златне медаље на Олимпијским играма 2004. у Атини и Светском првенству 2003. у Португалу. Висок је 194 cm и тежак 94 килограма. Игра на позицији десног бека. За репрезентацију је одиграо 147 утакмица и постигао 460 голова. Добитник је Награде Фрањо Бучар за најбољег хрватског спортисту у 2004. години. Игра левом руком.

## Каријера
Метличић је као члан РК Сијудад Реал освојио Лигу шампиона.

### Успеси
- ЕХФ Куп 2000
- ЕХФ Куп победника купова 2005
- Куп Шпаније 2006, 2007, 2008
- ЕХФ Лига шампиона 2006, 2008
- ЕХФ Трофеј шампиона 2006, 2007
- Шпанска лига 2007, 2008
- Куп дел реј 2008

## Репрезентација
Петар је капитен рукометне селекције. Један је од најбољих хрватских рукометаша о чему сведочи податак да је био једини хрватски рукометаш на позицији десног бека током Светског првенства 2005. у Тунису на којем је био један од најбољих играча. Титулу капитена је преузео од Славка Голуже.

### Успеси

#### Олимпијске игре
Атина 2004.: 1. место

#### Светска првенства
Португал 2003.: 1. место

Тунис 2005.: 2. место

#### Европска првенства
Словенија 2004.: 4. место

Швајцарска 2006.: 4. место

Норвешка 2008.: 2. место